# Эвр (ветер)
Эвр, или Евр, (Εὖρος в переводе с др.-греч. — «восточный ветер») — в древнегреческой мифологии божество восточного ветра. В отличие от других ветров, которые считались детьми божеств Астрея и Эос, родители Эвра неизвестны. Эвр — переменчивый ветер, поэтому в отличие от других ветров он не связан с определённым сезоном. Эвр не изображался в образе человека.
Эвр вместе с Нотом и Зефиром часто вызывает бури, нанося вред кораблям.

## Примеры упоминаний в античной литературе
…как огромные волны морские,

Если и Нот их и Эвр, на водах Икарийского понта,

Вздуют, ударивши оба из облаков Зевса владыки;

Или, как Зефир обширную ниву жестоко волнует,

Вдруг налетев, и над нею бушующий клонит колосья;— Гомер, «Иллиада»
Вергилий считает, что ветры, в том числе и Эвр, обитают внутри пустотелой горы и управляет ими Эол:

…он обратным концом копья ударяет

В бок пустотелой горы, — и ветры уверенным строем

Рвутся в отвестую дверь и несутся вихрем над сушей.

На море вместе напав, до глубокого дна возмущают

Воды Эвр, и Нот, и обильные тучи несущий

Африк, вздувая волны и на берег бешено мча их.— Вергилий, «Энеида»
Однако верховную власть на море имеет Нептун и он отчитывает ветры за своеволие:

Эвра к себе он зовет и Зефира и так говорит им:

«Ветры! Уверены вы, что дозволено роду

Вашему? Как вы могли, моего не спросив изволенья, —

Небо с землёю смешать и поднять такие громады?

Вот я вас! А теперь пусть улягутся пенные,—

Вы же за эти дела наказаны будете строго!

Мчитесь скорей и вашему так господину скажите:

Жребием мне вручены над морями власть и трезубец,

Мне — не ему! А его владенья — тяжкие скалы,

Ваши, Эвр, дома. Так пусть о них и печется

И над темницей ветров Эол господствует прочной».— Вергилий, «Энеида»
Описание бурь в античной литературе (Гомер, Вергилий, Мусей) часто использует мотив борьбы Эвра с другими ветрами, например.

Небо и море смешались, окрестность наполнилась рёвом

Ветров, столкнувшихся в битве: здесь Эвр боролся с Зефиром,

Нот налетал на Борея, ему угрожая свирепо.— Мусей, «Геро и Леандр»
У Вергилия вместо современной метафоры «быстрее ветра», часто используется «быстрее Эвра»:

…Гарпалики фракийской, что мчится

Вскачь, загоняя коней, настигая крылатого Эвра.
<…>. Кроме бегства,

Нет спасенья ему,— и пустился он, Эвра быстрее,— Вергилий, «Энеида
Ювенал передает предание о том, что царь Ксеркс I после поражения при Саламине приказал высечь Эвра

Ну, а каким возвращается Ксеркс, Саламин покидая, —

Варвар, во гневе плетьми бичевавший и Кора и Эвра,

Даже в Эола тюрьме того никогда не терпевших,— Ювенал, «Сатиры»